# Coupe du monde de polo sur neige 2014
Navigation
Édition précédente Édition suivante
La coupe du monde de polo sur neige 2014, troisième édition du coupe du monde de polo sur neige, a lieu en 2014 à Tianjin, en République populaire de Chine. Elle est remportée par l'Angleterre.